# I am... I said

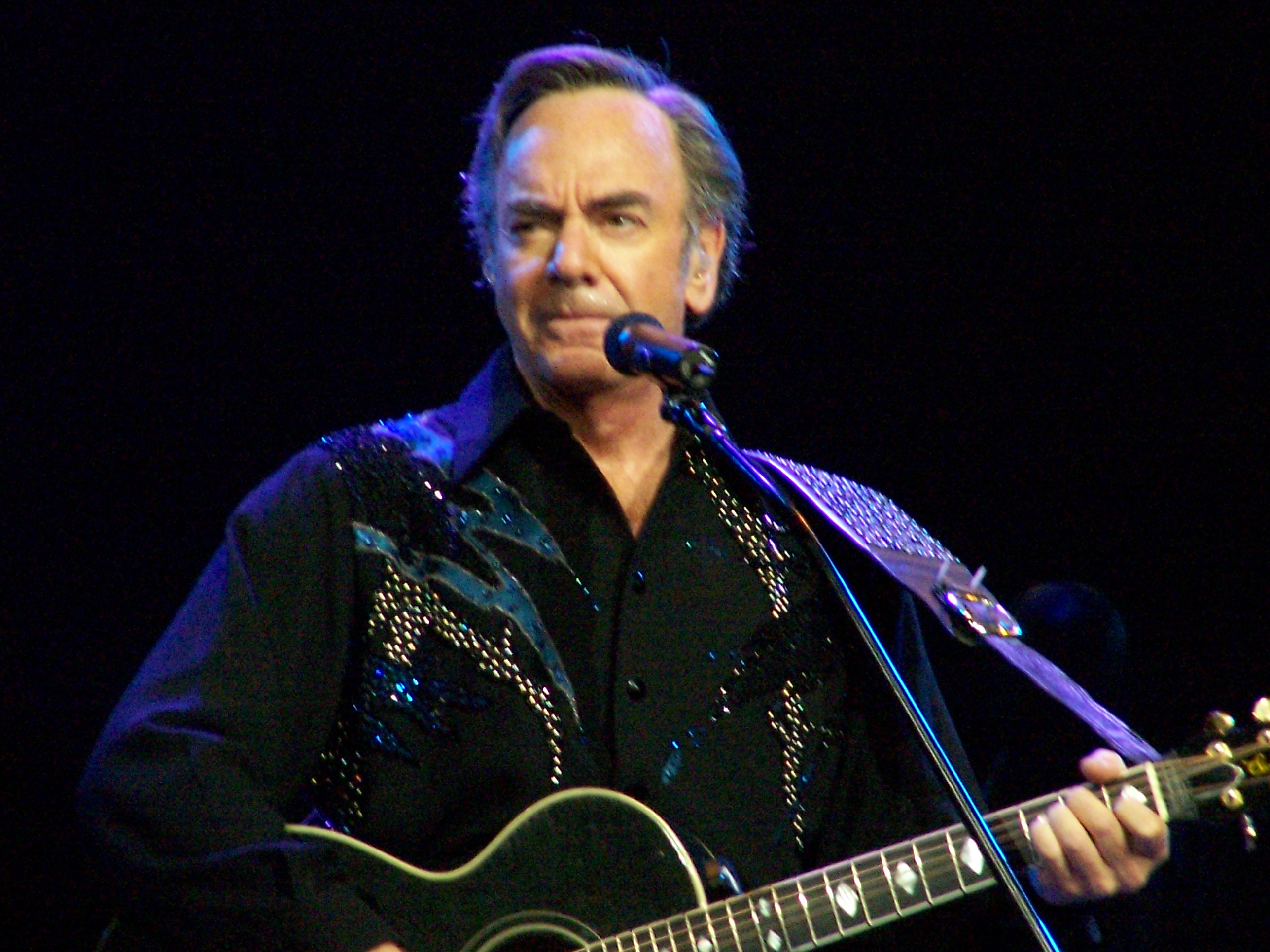
Neil Diamond en 2005.

I am... I said (‘Soy yo, le dije’) es una canción compuesta por el cantautor estadounidense Neil Diamond en 1971.
Trata acerca de la soledad que puede sentir una persona y a la vez, ese sentimiento de rebelión sobre una realidad que no acepta. Según el mismo Diamond fue la canción que más trabajo le ha costado componer ya que tardó cuatro meses en escribirla y fue complicado describir los sentimientos de pérdida y de duda e inseguridad que se siente cuando se desea regresar a las raíces pero se descubre que al haber avanzado ya no se puede volver atrás. Musicalmente el tema empieza con un sencillo arpegio de guitarra y paulatinamente se complejiza con acompañamiento de orquesta y el ritmo se pone más vibrante.
I am... I said apareció en el LP de la UNI titulado Stones que ―debido al tiempo que había tardado Diamond en componer― de los 10 temas grabados en el disco sólo contenía 3 composiciones suyas y adicionalmente otra versión de I am... I said (Reprise). Con la conducción y arreglos de Marty Paich y Larry Mahoberac.
La soberbia interpretación que Diamond realizó de su composición le valió ser nominado por Cashbox como el mejor intérprete masculino de 1971. En 1972, en la ceremonia de los premios Grammy recibió una nominación como «mejor vocalista masculino de pop» por I am... I said.
En las listas del Billboard la canción alcanzó las posiciones 4 en pop, y 2 en adulto contemporáneo.

## Versiones
Grabaron versiones de esta canción:
- Gary Pucket & Union Gap
- Hugo Montenegro
- James Last
- Caterina Casseli (1971, en italiano, con el nombre de La casa degli ángeli (‘la casa de los ángeles’).
- London Philarmonic Orchestra
- Laureano Brizuela (en español).
- Boston Pops Orchestra
- Roberto Jordán (en español).
- Brooke White, en la séptima temporada de American Idol.
- Jan Rot, en su disco Hallelujah (2008) con el nombre de Zeg God... zeg ik , tomando el título como alguien que maldice, ya que la palabra ídish correspondiente a Dios significa ‘yo soy’.
- Killdozer, en su disco Little Baby Buntin (1987).

- Datos: Q199317